# Godo (Italië)
Godo is een plaats (frazione) in de Italiaanse gemeente Russi.